# آشکارساز قانون-مجذوری
در پردازش سیگنال الکترونیکی، آشکارساز قانون-مجذوری افزاره‌ای است که خروجی متناسب با مربع مقدارکمی ورودی تولیدمی‌کند. به عنوان مثال، در وامدوله‌سازی (به انگلیسی: demodulating) سیگنال‌های رادیویی، می‌توان از یک دیود نیم‌رسانا به عنوان آشکارساز قانون-مجذوری استفاده کرد که جریان خروجی متناسب با مربع دامنه ولتاژ ورودی را در محدوده کمی از دامنه‌های ورودی ارائه می‌کند. یک آشکارساز قانون مجذوری خروجیی متناسب با توان سیگنال الکتریکی ورودی را فراهم می‌کند.